# Lucien Daloz
Lucien Charles Gilbert Daloz (* 9. Oktober 1930 in Syam, Département Jura, Frankreich; † 31. Juli 2012 in Jouhe, Département Jura) war römisch-katholischer Erzbischof von Besançon.

## Leben
Lucien Daloz studierte am Seminar Notre-Dame in Vaux-sur-Polignyan und an der Päpstlichen Universität Gregoriana Katholische Theologie und Philosophie und empfing am 29. Juni 1955 die Priesterweihe. Anschließend war er von 1955 bis 1957 Kaplan in der Pfarrei San Luigi dei Francesi nahe der Piazza Navona in Rom und absolvierte an der Gregoriana ein Aufbaustudium, bei dem er 1957 das Lizenziat in scholastischer Philosophie erwarb und 1959 mit einer Dissertationsschrift über den heiligen Johannes Chrysostomos zum Dr. theol. promovierte. Von 1957 bis 1958 war Vikar in Morez, einer Industriegemeinde im französischen Département Jura. 1958 wurde er Dozent am Priesterseminar Montciel in Lons-le-Saunier und zudem von 1961 bis 1969 dessen Regens. 1970 wurde er Generalvikar des Bistums Saint-Claude.
Papst Paul VI. ernannte ihn am 5. August 1975 zum Bischof von Langres. Der emeritierte Bischof von Saint-Claude, Claude-Constant-Marie Flusin, spendete ihm am 19. Oktober 1975 in der Kathedrale von Langres die Bischofsweihe; Mitkonsekratoren waren Alfred-Joseph Atton, emeritierter Bischof von Langres, und Gilbert-Antoine Duchêne, Bischof von Saint-Claude. Sein Wahlspruch Il n’y a pas de plus grand amour que de donner sa vie pour ses amis („Es gibt keine größere Liebe, als wenn einer sein Leben für seine Freunde hingibt“) entstammt dem Johannesevangelium (Joh 15,13 ). Papst Johannes Paul II. ernannte ihn am 12. Dezember 1980 zum Erzbischof von Besançon und nahm am 13. August 2003 sein aus Altersgründen vorgebrachtes Rücktrittsgesuch an.
Von 2000 bis 2003 war er Präsident der Kommission für Gerechtigkeit und Frieden der französischen Bischofskonferenz und Mitglied der Kommission für den Religionsunterricht sowie für die universale Sendung der Kirche. Zudem war er Autor mehrerer Bücher.
Er starb am Wallfahrtsort Notre-Dame de Mont-Roland in Jouhe, wo er seit seiner Emeritierung lebte und noch in der Seelsorge tätig war. Die Exsequien wurden am 3. August 2012 in der Kathedrale von Besançon gefeiert.

## Schriften (Auswahl)
- Chrétiens dans une Europe en construction. Editions L’Harmattan, 2004, ISBN 2-7475-7143-2.
- Sainte Jeanne-Antide Thouret. Nouvelle Cité, 2007, ISBN 2-85313-514-4.
- Le pain de la vie et la coupe du salut. Une initiation à la prière eucharistique. Parole et Silence 2008, ISBN 2-84573-705-X.